# 柳田ヒロ
柳田 ヒロ（やなぎだ ひろ、本名・柳田 博義、1949年5月7日 - ）は、日本のキーボード奏者。成毛滋、水谷公生と並んで日本のロック黎明期を支えた。

## 人物・来歴
- 小学生の頃にバイオリンからはじめ、中学生の頃のベンチャーズブームからエレキ・ギターに目覚める[1]。
- 1966年 - モンキーズ・ファン・クラブ日本支部が公募したオーディションにより、小坂忠らとザ・フローラルを結成。当初はリードギター担当だったが、ドアーズのレイ・マンザレクの影響でオルガンを弾き始める。1日8時間に及ぶ猛練習の末、短時間でその技術をマスターする。
- 1968年 - 立正大学在学中に、 ザ・フローラルとしてシングル2枚発表。
- 1969年 - ザ・フローラルに細野晴臣、松本零(松本隆)が加入。バンド名をエイプリル・フールとする。『APRYL FOOL』発表後に解散。エディ藩グループに参加。
- 1970年 - つのだひろ、陳信輝らとフード・ブレインを結成。若松孝二監督の映画「新宿マッド」のサウンドトラックを録音（ベース：石川恵樹）。「晩餐」（ベース：ルイズルイス加部）発表後に解散。1st「MILK TIME」を発表。
- 1971年 - 市原宏祐（サックス）を中心にLOVE LIVE LIFEを結成、布施明を迎えてLLL+ONEとなり、「LOVE WILL MAKE A BETTER YOU」を発表。2nd「HIRO YANAGIDA」を発表。はっぴいえんどに代わって柳田ヒログループが岡林信康のバックバンドを務める。
- 1972年 - サンズ・オブ・サン名義で「海賊キッドの冒険」を発表。3rd「HIRO」を発表。柳田ヒログループが吉田拓郎のバックバンドを務める。
- 1973年 - 柳田ヒログループが吉田拓郎、ガロ、ビリー・バンバン、杉田二郎のバックバンドを務める。4th「HIROCOSMOS」を発表。小室等、吉田拓郎らと新六文銭を結成。
- 2003年 - 水谷公生とのデュオ・ユニットMA-YAを結成、「浮遊」を発表。
- その後、CMオリジナル曲の作・編曲も数多く手がける。
- 2010年 - 川村ゆうこ のライブサポートを前田達也と共に始める。
- 2011年 - 川村ゆうこ「愛は君に姿を変えて」をプロデュース。全曲、編曲を担当している。

## メンバーと担当楽器

### ソロ
MILK TIME 1970年
- 柳田ヒロ：オルガン/ハープシコード

+
- 水谷公生：ギター
- つのだひろ：ドラム
- 玉木宏樹：エレクトリック・ヴァイオリン
- 石川恵樹：ベース
- 中谷望：フルート

HIRO YANAGIDA(七才の老人天国) 1971年
- 柳田ヒロ：オルガン/ピアノ/ハープシコード/ボーカル

+
- 水谷公生：ギター
- 石川恵樹：ベース
- 田中清司：ドラム
- 戸叶京助：ドラム
- 中谷望：フルート
- 籐舎推峰：篠笛
- 河村洋人：チェロ
- 三森一郎：サックス
- ジョーイ・スミス：ボーカル

HIRO 1972年
- 柳田ヒロ：エレクトリック・ピアノ/ピアノ/オルガン/ボーカル/ストリング、ブラス・アレンジ

+
- 寺川正興：ベース
- 竹部秀明：ベース
- 石川晶：ドラム
- 高中正義：ギター
- 矢島賢：ギター
- 松本恒彦：ギター
- 杉本喜代志：ギター
- 川原直美：パーカッション
- ラリー寿永：パーカッション
- 戸叶京助：パーカッション
- 宮下明：トランペット
- 鈴木武久：トランペット
- 伏見哲夫：トランペット
- 野村毅：トランペット
- 宮沢昭：フルート
- 村岡健：サックス
- 市原宏祐：サックス
- 中沢忠考：トロンボーン
- 山下晴生：トロンボーン
- オフコース(小田和正.鈴木康博)：コーラス(クレジットなし)

HIROCOSMOS 1973年
- 柳田ヒロ：エレクトリック・ピアノ/ピアノ/シンセサイザー/メロトロン

+
- 後藤次利：ベース
- ロバート・ローゼンスタイン：ドラム
- 村岡健：サックス
- 高中正義：ギター
- 川原正美：パーカッション

### バンド・グループ

#### ザ・フローラル 1966年 - 1968年
- 小坂忠：ボーカル
- 菊池英二：ギター
- 柳田博（柳田ヒロ）：オルガン/ピアノ/ギター
- 杉山喜市：ベース
- 義村康市：ドラム

#### エイプリル・フール 1968年 - 1969年
※エイプリル・フールの項を参照

#### エディ藩グループ 1969年
単独作品は残さなかった。
1969年春 - 秋
- エディ藩：ギター
- ケネス伊東：ベース
- 柳田博義（柳田ヒロ）：オルガン/ピアノ
- エディ・フォルトゥノ：ドラム

1969年9月の「第一回日本ロックフェスティバル」に出演。
1969年秋 - 末
- エディ藩：ギター
- ケネス伊東：ベース
- 柳田博義（柳田ヒロ）：オルガン/ピアノ
- アイ高野：ドラム

#### フード・ブレイン 1970年
1970年
- 陳信輝：ギター
- 柳田ヒロ：ピアノ
- 石川恵樹：ベース
- つのだひろ：ドラム

若松孝二監督の映画「新宿マッド」のサウンドトラックを録音。
1970年5月 - 8月
- 陳信輝：ギター
- 柳田ヒロ：オルガン/ピアノ
- ルイズルイス加部：ベース
- つのだひろ：ドラム

+
- 木村道弘：バス・クラリネット（ゲスト/「晩餐」）

#### LOVE LIVE LIFE 1971年
1971年(LOVE LIVE LIFE + ONE)
- 市原宏祐：サックス/フルート/ストリング、ブラス・アレンジ
- 横田年昭：フルート/サックス
- 水谷公生：ギター
- 直居隆雄：ギター
- 柳田ヒロ：オルガン/ピアノ
- 寺川正興：ベース
- チト河内：ドラム
- 川原直美：パーカッション
- 布施明：ボーカル

1971年
- 市原宏祐：サックス/フルート/アレンジ
- 横田年昭：フルート/サックス
- 水谷公生：ギター
- 直居隆雄：ギター
- 柳田ヒロ：オルガン/ピアノ
- 寺川正興：ベース
- チト河内：ドラム
- 神谷重徳：アレンジ

#### 柳田ヒログループ 1971年 - 1973年
単独作品は残さなかったが、バックバンドとして作品を残している。
1971年
- 柳田ヒロ：ピアノ/オルガン
- 高中正義：ベース/ギター
- 戸叶京助：ドラム

岡林信康の『俺らいちぬけた』、『狂い咲き』でバックバンドを務める。
1972年
- 柳田ヒロ：ピアノ/オルガン
- 高中正義：ギター
- 小原礼：ベース
- チト河内:ドラム

吉田拓郎のツアーでバックバンドを務める。
1973年
- 柳田ヒロ：ピアノ/オルガン
- 矢島賢：ギター
- 後藤次利：ベース
- チト河内：ドラム

吉田拓郎の『伽草子』、ガロの「GARO LIVE 」、ビリーバンバンの「ビリー・バンバン・リサイタル」、杉田二郎のツアーでバックバンドを務める。

#### サンズ・オブ・サン 1972年
- 柳田ヒロ：ピアノ/エレクトリック・ピアノ/オルガン/ストリング、ブラス・アレンジ
- 長岡和幸：ギター
- 竹部秀明：ベース
- 田中清司：ドラム
- マオ：ボーカル

#### 新六文銭 1973年
1973年に結成、吉田の逮捕（金沢事件、不起訴）により作品を残さないまま消滅。
- 小室等：ボーカル/ギター
- 吉田拓郎：ボーカル/ギター
- 柳田ヒロ：ピアノ/オルガン
- 後藤次利：ベース
- チト河内：ドラム

#### MA-YA 2003年
- 水谷公生：ギター/リズム・プログラミング
- 柳田ヒロ：オルガン/ピアノ/シンセサイザー

+
- 八尋洋一：ベース（ゲスト/「浮遊」）
- 木村万作：ドラム（ゲスト/「浮遊」）
- 長岡敬二郎：パーカッション（ゲスト/「浮遊」）
- 浜田省吾：ボーカル（ゲスト/「浮遊」）
- XBS：ラップ（ゲスト/「浮遊」）
- テリー伊藤：ヴォイス（ゲスト/「浮遊」）

## ディスコグラフィ

### ソロ

#### アルバム
| 発売日         | アルバム                       | レーベル               | 規格           | 規格品番   | 備考                            |
| -------------- | ------------------------------ | ---------------------- | -------------- | ---------- | ------------------------------- |
| 1970年11月     | MILK TIME                      | Alfa Music / Liberty   | LP             | LPC-8037   |                                 |
| 1971年4月1日   | HIRO YANAGIDA (七才の老人天国) | Atlantic               | LP             | P-8027     |                                 |
| 1998年6月25日  | HIRO YANAGIDA (七才の老人天国) | WEA Japan              | CD             | WPC6-8456  | 1998年デジタルリマスター盤      |
| 2003年12月25日 | HIRO YANAGIDA (七才の老人天国) | Showboat               | CD（紙ジャケ） | SWAX-66    | 2003年24bitデジタルリマスター盤 |
| 2017年3月22日  | HIRO YANAGIDA (七才の老人天国) | ワーナー・ミュージック | CD             | WPCL12525  | 2017年デジタルリマスター盤      |
| 1972年9月      | HIRO                           | URCレコード            | LP             | URG-4017   |                                 |
| 1989年8月25日  | HIRO                           | キティ・レコード       | CD             | H20K-25016 |                                 |
| 1995年12月6日  | HIRO                           | 東芝EMI                | CD             | TOCT-9297  |                                 |
| 2017年6月28日  | HIRO                           | Greenwood Records      | CD             | GRCL-6071  | 2017年デジタルリマスター盤      |
| 2017年11月15日 | HIRO                           | ポニー・キャニオン     | LP             | PCJA-00072 |                                 |
| 1973年4月1日   | HIROCOSMOS                     | CBS・ソニー            | LP             | SOLL-35    |                                 |
| 2004年11月1日  | HIROCOSMOS                     | Showboat               | CD（紙ジャケ） | SWAX-68    | 2004年デジタルリマスター盤      |

### バンド・グループ
- ザ・フローラル / 「涙は花びら / 水平線のバラ 」 （1968年）
- ザ・フローラル / 「さまよう船 / 愛のメモリー」 （1968年）
- エイプリル・フール / 『APRYL FOOL』 （1969年）
- フード・ブレイン / 晩餐 （1970年）
- LOVE LIVE LIFE + ONE / LOVE WILL MAKE A BETTER YOU （1971年）
- LOVE LIVE LIFE / 殺人十章 （1971年）
- サンズ・オブ・サン / 海賊キッドの冒険 （1972年）
- MA-YA / 浮遊 （2003年）

## 主なセッション参加作品
- オリジナル・サウンドトラック / 「エロス＋虐殺/ジャズ・ロック」 （1970年(録音は1969年春〜夏)）
（B面の「ジャズ・ロック」をエイプリル・フールとして参加）
- 東京キッドブラザース / LOVE & BANANA （1969年）
（ロック・ミュージカル「東京キッド」の劇伴：をエイプリル・フールとして参加）
- オリジナル・サウンドトラック / 「ヘアー」〜日本オリジナル・キャスト （1969年） （小坂忠、水谷公生らと参加）
- オリジナル・サウンドトラック / 「新宿マッド」 （2008年(録音は1970年)） (フード・ブレインとして参加)
- 下田逸郎 / 遺言歌 誰にも知られずに消えるしかないさ （1971年） （水谷公生らと参加）
- Shinki Chen ＆ His Friends / SHINKI CHEN （1971年） （柳ジョージ、ルイズルイス加部らと参加）
- 田畑貞一とグルーヴィ6 / SMASH IN THE ROCK （1971年） （成毛滋らと参加）
- 布施明 / 日生劇場の布施明 （1971年） （ライブ盤：LOVE LIVE LIFEとして参加）
- オリジナル・サウンドトラック / サントラ盤!!書を捨てよ町へ出よう （1971年） （つのだひろらと参加）
- 岡林信康 / 俺らいちぬけた （1971年） （柳田ヒログループとして参加）
- 水谷公生 / A PATH THROUGH HAZE （1971年）
- 岡林信康 / 狂い咲き （1971年） （ライブ盤：柳田ヒログループとして参加）
- 佐藤允彦&サウンド・ブレイカーズ / 恍惚の昭和元禄 （1971年） （水谷公生らと参加）
- 杉田二郎 / アパートメント 1109 （1972年）
- 森山良子 / 旅立ち/森山良子 1972〜RYOKO NOW （1972年）
- 寺田十三夫 / 信天翁 （1972年）
- 吉田拓郎 / 伽草子 （1973年） （柳田ヒログループとして参加）
- ガロ / GARO LIVE （1973年） （ライブ盤：柳田ヒログループとして参加）
- ビリー・バンバン / ビリー・バンバン・リサイタル （1973年） (ライブ盤：柳田ヒログループとして参加)
- 寺田十三夫 / 雨上がりの街 （1973年） （後藤次利、チト河内らと参加）
- 寺田十三夫 / 寺田十三夫と信天翁 （1974年）
- アイ高野とロックンロールフレンズ / コミュニケイション （1977年）
- 企画盤 / UFOとの遭遇 （1978年）
- GEARS / I love you so（1994年）

### その他
- 柳田ヒロ / HIRO+1（1989年） 1989年の3rdソロ復刻CDに未発表曲：“エマージェンシー”を収録している。